# Erwin Holl
Erwin Holl (* 20. Oktober 1957 in Abtsgmünd) ist ein deutscher Maler und Grafiker.

## Leben
Holl studierte von 1978 bis 1984 an der Staatlichen Akademie der Bildenden Künste Stuttgart sowie von
1979 bis 1983 Kunstgeschichte an der Universität Stuttgart. Von 1986 bis 1987 hatte er ein DAAD-Stipendium für Neapel, 1988 ein Stipendium für die Cité Internationale des Arts Paris. Es folgten 1992 ein Stipendium ART 3, Valence, und 1994/1995 ein Stipendium der Deutschen Akademie Villa Massimo, Rom. Seit 2007 ist er Mitglied der Kunstkommission „Kunst am Bau“, Baden-Württemberg.
Erwin Holl ist Mitglied im Deutschen Künstlerbund. Er lebt in Stuttgart.

## Ausstellungen und Ausstellungsbeteiligungen (Auswahl)
- 1991: Württembergischer Kunstverein Stuttgart
- 1992: Galerie im Kunsthaus Essen (E), Affaires Étranges, Musée de Valence (E, K)
- 1995 Acque Pulite, Villa Massimo, Rom (E, K)
- 2001: Retour de Paris, Jubiläumsausstellung, Akademie Schloss Solitude Stuttgart (K)
- 2008: >Play it<, Spielereien, Stuttgarter Kunstverein, (mit Gert Wiedmaier), (E)
- 2015: Herzzentrum Bad Krozingen (E)[2]

(E)=Einzelausstellung, (K)=Katalog